# Кабалюк Дмитро Васильович
Дмитро́ Васи́льович Кабалю́к (7 листопада 1981, с. Великий Ключів, Коломийський район, Івано-Франківська область — пом. 29 серпня 2014 Червоносільське) — солдат резерву Збройних сил України. Старший навідник, 2-й батальйон спеціального призначення НГУ «Донбас», учасник російсько-української війни.

## Життєпис
Дмитро Кабалюк народився 7 листопада 1981 року в с. Великий Ключів, Коломийський район, Івано-Франківська область. Закінчив духовну семінарію, кілька років був священником, потім працював у сфері нерухомості. Останнім часом мешкав у Києві.
В часі війни — солдат; старший навідник, 2-й батальйон спеціального призначення НГУ «Донбас»; пішов добровольцем на початку літа. Брав участь у боях за Слов'янськ, Попасну, Горлівку, Первомайськ.
29 серпня 2014 року ранком під час виходу «зеленим коридором» з Іловайського котла їхав в УАЗ і № 459, в складі автоколони батальйону «Донбас» — по дорозі з Многопілля до Червоносільського. Машину підбили, Дмитро загинув, у цьому ж авто загинув боєць «Чумак». 3 вересня 2014 року тіло Кабалюка разом із тілами 96 інших загиблих у «Іловайському котлі» привезли до дніпропетровського моргу.
Упізнаний родичами й похований у селі Великий Ключів біля могили Січових Стрільців.
Вдома залишилися хвора мама, батько, брат, дружина, дві доньки, син.

## Нагороди і вшанування пам'яті
За особисту мужність і героїзм, виявлені у захисті державного суверенітету та територіальної цілісності України, вірність військовій присязі під час Російсько-української війни.
- Нагороджений орденом «За мужність» III ступеня (25.03.2015, посмертно).
- 28 серпня 2016 року, у день вшанування українського війська, в Коломиї зі скорботними урочистостями відкрили пам'ятний знак загиблим воїнам АТО. Металеву таблицю встановлено поруч з таблицею з іменами героїв «Небесної Сотні». На таблиці вписано імена 26 загиблих Героїв війни на Донбасі мешканців Коломийщини, серед яких є й ім'я Дмитра Кабалюка[1].
- Його портрет розміщений на меморіалі «Стіна пам'яті полеглих за Україну» у Києві: секція 3, ряд 8, місце 15
- Вшановується 29 серпня на щоденному ранковому церемоніалі вшанування українських захисників, які загинули цього дня у різні роки внаслідок російської збройної агресії[2]
- Іловайський Хрест (посмертно)